# John Marshall (arqueólogo)
John Hubert Marshall (Chester, Cheshire, Inglaterra, 19 de marzo de 1876 - Guildford, Surrey, 17 de agosto de 1958) fue el director general del Examen Arqueológico de la India desde 1902 hasta 1928. Además, fue el encargado de las excavaciones que llevaron al descubrimiento de Harappa y Mohenjo-Daro, dos de las principales ciudades que componen la cultura del valle del Indo.

Marshall asistió a la Universidad de Cambridge. En 1902, fue designado director general de Arqueología dentro de la administración colonial del Raj Británico, donde modernizó los métodos arqueológicos de ese continente introduciendo un programa para la catalogación y conservación de los monumentos y artefactos antiguos.
Fue gracias a Marshall que los indios nativos pudieron participar por primera vez en las excavaciones que se efectuaban en su propio país. En 1913, dio inicio a las excavaciones en Taxila, las cuales duraron veinte años. Además, colocó la piedra fundamental de la construcción del museo de Taxila en 1918; este museo alberga varios artefactos e incluso uno de los escasos retratos de Marshall. A continuación, se trasladó a otros sitios, incluyendo los centros budistas de Sanchi y Sarnath. Su trabajo reveló al mundo la verdadera edad de la civilización india.
Marshall recibió el título de Sir en 1914.